# Ikerssuaq (Qaasuitsup)
L'Ikerssuaq (danese Hvalsund) è un fiordo della Groenlandia di 65 km. Si trova a 77°15'N 71°00'O; appartiene al comune di Avannaata.